# آدری امری
آنا آدری امری (۴ ژانویه ۱۹۰۴–۲۵ نوامبر ۱۹۷۱) یک وارث و شخصیت اجتماعی آمریکایی بود که همسر یکی از آخرین دوک‌های بزرگ روسیه بود.

## اوایل زندگی
آدری در ۴ ژانویه ۱۹۰۴ در سینسیناتی، اوهایو متولد شد. او کوچک‌ترین دختر جان جوزیا امری (۱۸۳۵–۱۹۰۸)، یک میلیونر املاک و مستغلات، و همسرش، لیلا آملیا الکساندر سابق (۱۸۶۷–۱۹۵۳)، دختر ژنرال چارلز تی. الکساندر، از واشینگتن بود. او دو خواهر داشت، الکساندرا (خانم بنجامین مور و خانم رابرت گوردون مک‌کی) و لیلا (خانم آلیستر مکینتاش و دوشس تالیراند)، و دو برادر، توماس امری و جان جوزیا امری جونیور (که با ایرن گیبسون پست، دختر هنرمند چارلز دانا گیبسون و خواهرزاده لیدی آستور، ازدواج کرد).
پس از مرگ پدرش، مادرش در سال ۱۹۱۲ با هون آلفرد آنسون، یک دلال سهام بریتانیایی ساکن نیویورک، ازدواج کرد. آنسون هفتمین پسر توماس آنسون، دومین ارل لیچفیلد و لیدی هریت جورجیانا لوئیزا، دختر جیمز همیلتون، اولین دوک آبرکورن، بود.
پدربزرگ و مادربزرگ مادری او ژنرال چارلز تریپلر الکساندر و جولیا (با نام خانوادگی قبلی برت) الکساندر از سنت پال، مینه‌سوتا و بار هاربر، مین بودند. آن‌ها از خانواده‌ای با پیشینه نظامی و فرهنگی برجسته بودند و در محافل اجتماعی و سیاسی ایالات متحده نفوذ قابل‌توجهی داشتند.
پس از مرگ مادرش، او ثروتی بالغ بر ۴۰ میلیون دلار از املاک و مستغلات به ارث برد.

## زندگی شخصی
روابط عاشقانه او، از جمله رابطه‌اش با رمان‌نویس محبوب مایکل آرلن در تابستان ۱۹۲۶، توجه مطبوعات را به خود جلب کرد. در نوامبر ۱۹۲۶، او به ناهم‌تراز گراند دوک دیمیتری پاولوویچ روسیه (۱۸۹۱–۱۹۴۲)، که پس از انقلاب ۱۹۱۷ روسیه تبعید شده بود، ازدواج کرد در بیاریتز. گراند دوک، پسر گراند دوک پاول و پرنسس فقید الکساندرای یونان، نوه تزار الکساندر دوم روسیه و پادشاه جورج اول یونان بود. پسرعموی دیمیتری، گراند دوک سیریل ولادیمیروویچ روسیه، آدری را به رتبه روسی کنیاگنیا (یک «شاهزاده خانم» اشرافی و نه دودمانی) با نام معمول رومانوفسکی ارتقا داد و پسوند ایلینسکی را از ملک سابق دیمیتری در ایلینسکویه در منطقه کراسنوگورسکی، استان مسکو، روسیه به او اعطا کرد. قبل از طلاق نهایی آنها در سال ۱۹۳۷، او مادر یک پسر بود:
شاهزاده پاول رومانوفسکی-ایلینسکی (۱۹۲۸–۲۰۰۴)، که شهروند آمریکا شد، در نیروی دریایی ایالات متحده خدمت کرد و سه بار شهردار پالم بیچ، فلوریدا بود.
پس از طلاق، آدری به همراه پسرش به فرانسه نقل مکان کرد و در همان سال با شاهزاده گرجی دیمیتری جورداج زاده (۱۸۹۸–۱۹۸۵) ازدواج کرد. آدری و جورداج زاده نیز از هم جدا شدند. پس از پایان هر دو ازدواج، او نام خانوادگی دوشیزگی خود را از سر گرفت و با نام خانم آدری امری شناخته می‌شد.
در دهه ۱۹۴۰، او در کارولینای جنوبی زندگی می‌کرد و بعداً به بیاریتز، فرانسه نقل مکان کرد. در طول سال‌ها، او صاحب چندین خانه در پالم بیچ (او عضو باشگاه اورگلیدز) فلوریدا بود. در دهه ۱۹۶۰، او خانه‌ای در سینسیناتی، اوهایو ساخت و برای نزدیک‌تر بودن به پسرش و خانواده‌اش به آنجا نقل مکان کرد.
او در ۲۵ نوامبر ۱۹۷۱ در پالم بیچ درگذشت.